# B Is for B-sides (Remixed)
B Is for B-sides (Remixed) è un album promozionale del gruppo ska punk statunitense Less Than Jake. È stato prodotto durante il tour delle etichette Fueled by Ramen e Drive-Thru, nel quale hanno partecipato gruppi di entrambe le case, all'inizio del 2005. Il disco contiene remix di 10 canzoni dell'album B Is for B-sides, pubblicato nell'estate del 2004.
L'intero album è disponibile con altre tracce bonus nel CD supplementare nella versione deluxe del loro disco del 2006, In with the Out Crowd.

## Tracce
1. Portrait of a Cigarette Smoker at 19 – 2:05
2. Sleep It Off – 1:36
3. Bridge and Tunnel Authority – 3:20
4. National Anthem – 1:56
5. Goodbye in Gasoline – 3:41
6. Last Rites to Sleepless Nites – 3:40
7. Showbiz? Science? Who Cares? – 2:36
8. Jay Frenzal – 1:14
9. Nine-One-One to Anyone – 2:25
10. Robots One, Humans Zero – 2:29